# Mimastra annadalei
Mimastra annadalei is een keversoort uit de familie bladkevers (Chrysomelidae). De wetenschappelijke naam van de soort werd in 1905 gepubliceerd door Martin Jacoby.